# Vestfyns Bank
Vestfyns Bank A/S var indtil 2013 en dansk lokalbank med hovedsæde i Assens og 6 fililaer på Vestfyn samt i Trekantområdet. I 2011 havde banken et resultat på 4,2 mio. kr. før skat og beskæftigede 73 ansatte. Antallet af kunder udgjorde ca. 16.500..
Banken er noteret på Københavns Fondsbørs. Administrerende direktør er Arne Jakobsen.
Banken blev i 2013  fusioneret med Svendborg Sparekasse under det fælles navn Fynske Bank.